# Carlo di Borbone visita il papa Benedetto XIV nella coffee-house del Quirinale
Il Carlo di Borbone visita il papa Benedetto XIV nella coffee-house del Quirinale è un dipinto olio su tela di Giovanni Paolo Pannini, realizzato nel 1746 e conservato all'interno del Museo nazionale di Capodimonte, a Napoli.

## Storia e descrizione

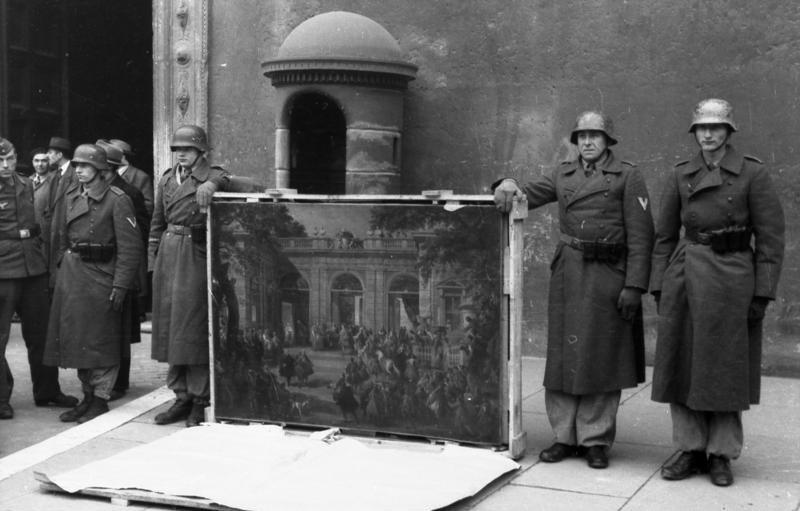
La tela coi soldati tedeschi durante la seconda guerra mondiale

Il dipinto è stato realizzato, su espresso ordine del re di Napoli Carlo di Borbone nel 1746, da Giovanni Paolo Pannini, il quale ritrasse la visita del re a Roma, dal papa Benedetto XIV, con cui aveva stretto rapporto di amicizia con la firma del Concordato del 1741, dopo la vittoria delle truppe borboniche su quelle austriache nel 1744 a Velletri. La tela è stata originariamente posta nella reggia di Capodimonte e nel 1806 spostata al palazzo degli Studi: durante la seconda guerra mondiale, poco prima dell'arrivo degli alleati a Napoli, venne presa dai soldati della divisione "Hermann Göring" e donata alla Repubblica Sociale Italiana. Al termine della guerra è ritornata a Napoli per essere custodita dal 1957 nel neonato museo nazionale di Capodimonte, nella sala 32, nella zona dell'Appartamento Reale.
Il dipinto ritrae Carlo di Borbone che fa visita a papa Benedetto XIV ospitato nella Coffee House del palazzo del Quirinale: al centro dell'opera sono ritratti i protagonisti, contornati da una moltitudine di persone che osserva la scena e sullo sfondo la coffee-house nel giardino del Quirinale dipinta in modo da creare un senso di profondità grazie all'illusione prospettica: i toni sono raffinati e mondani ed in generale sembra di assistere ad una scena teatrale.